# Lunner
Gmina Lunner (norw. Lunner kommune) – norweska gmina leżąca w regionie Oppland. Jej siedzibą jest miasto Roa.
Lunner jest 281. norweską gminą pod względem powierzchni.
W miejscowości jest przystanek kolejowy Lunner.

## Demografia
Według danych z roku 2005 gminę zamieszkuje 8505 osób, gęstość zaludnienia wynosi 29,11 os./km². Pod względem zaludnienia Lunner zajmuje 122. miejsce wśród norweskich gmin.
| ludność stan na 1 stycznia 2005 |         |           |       |
|                                 | kobiety | mężczyźni | razem |
| osób                            | 4231    | 4274      | 8505  |
| %                               | 49,75%  | 50,25%    | 100%  |

| wykształcenie stan na 1 października 2004 |        |         |        |        |
|                                           | podst. | średnie | wyższe | niezn. |
| osób                                      | 1478   | 3971    | 1164   | 116    |
| %                                         | 21,96% | 59,01%  | 17,3%  | 1,72%  |

## Edukacja
Według danych z 1 października 2004:
- liczba szkół podstawowych (norw. grunnskolar): 8
- liczba uczniów szkół podst.: 1209

## Władze gminy
Według danych na rok 2011 administratorem gminy (norw. rådmann) jest Tore Molstad Andresen, natomiast burmistrzem (norw. ordfører, d. borgermester) jest Anders Larmerud.